# Svédországi Demokraták
Svédországi Demokraták, gyakran Svéd Demokraták (svédül: Sverigedemokraterna, rövidítés: SD) egy svédországi nacionalista, szociálkonzervatív párt, amit 1988-ban alapítottak.

## Ideológia
A párt önmagát nacionalista alapon nyugvó szociálkonzervatív szellemiségűnek írja le. A pártot gyakran szélsőjobboldalinak, bevándorlásellenesnek nevezik.

### Bevándorlás
A párt álláspontja szerint a jelenlegi svéd bevándorlási politika tönkreteszi az országot, elutasítják a multikulturalizmust. A párt szerint a menekültek jelentős része kultúrájában nem tud alkalmazkodni a svéd társadalomhoz, amely csak megnehezíti az ország helyzetét.
Egy 2008-as felmérés szerint a svédek 39%-a nyilatkozott úgy, hogy "túl sok külföldi él az országban", egy másik 2007-es felmérésben a svédek 49%-a válaszolta azt, hogy "csökkenteni kell a menedékkérők számát".
Az Aftonbladet napilap felmérése szerint, a párt szavazóinak 14%-a külföldi származású, ez az arány megegyezik Svédország külföldi lakosainak az ország teljes népességében mért arányával.

### Idősek és nyugdíj
A párt adócsökkentést hajtana végre a nyugdíjasoknak illetve szigorúbb törvényeket hozna az idősekkel szemben elkövetett bűncselekmények visszaszorítása miatt. Ételek minőségének javítása az idősek ellátásában.

### Jog
A párt életfogytiglani szabadságvesztéssel büntetné a legsúlyosabb bűncselekményeket. Azon külföldi állampolgárok, akik súlyos bűncselekményt követtek el, azokat kitoloncoltatná az országból.

### Külpolitika
Elutasítják az Európai Gazdasági és Monetáris Uniót, ellenzik Törökország Európai Unióhoz való csatlakozását és újratárgyalnák Svédország uniós tagságát.

## Fordítás
- Ez a szócikk részben vagy egészben  a   Sweden Democrats című angol Wikipédia-szócikk ezen változatának fordításán alapul.  Az eredeti cikk szerkesztőit annak laptörténete sorolja fel. Ez a jelzés csupán a megfogalmazás eredetét és a szerzői jogokat jelzi, nem szolgál a cikkben szereplő információk forrásmegjelöléseként.